# فن التصور

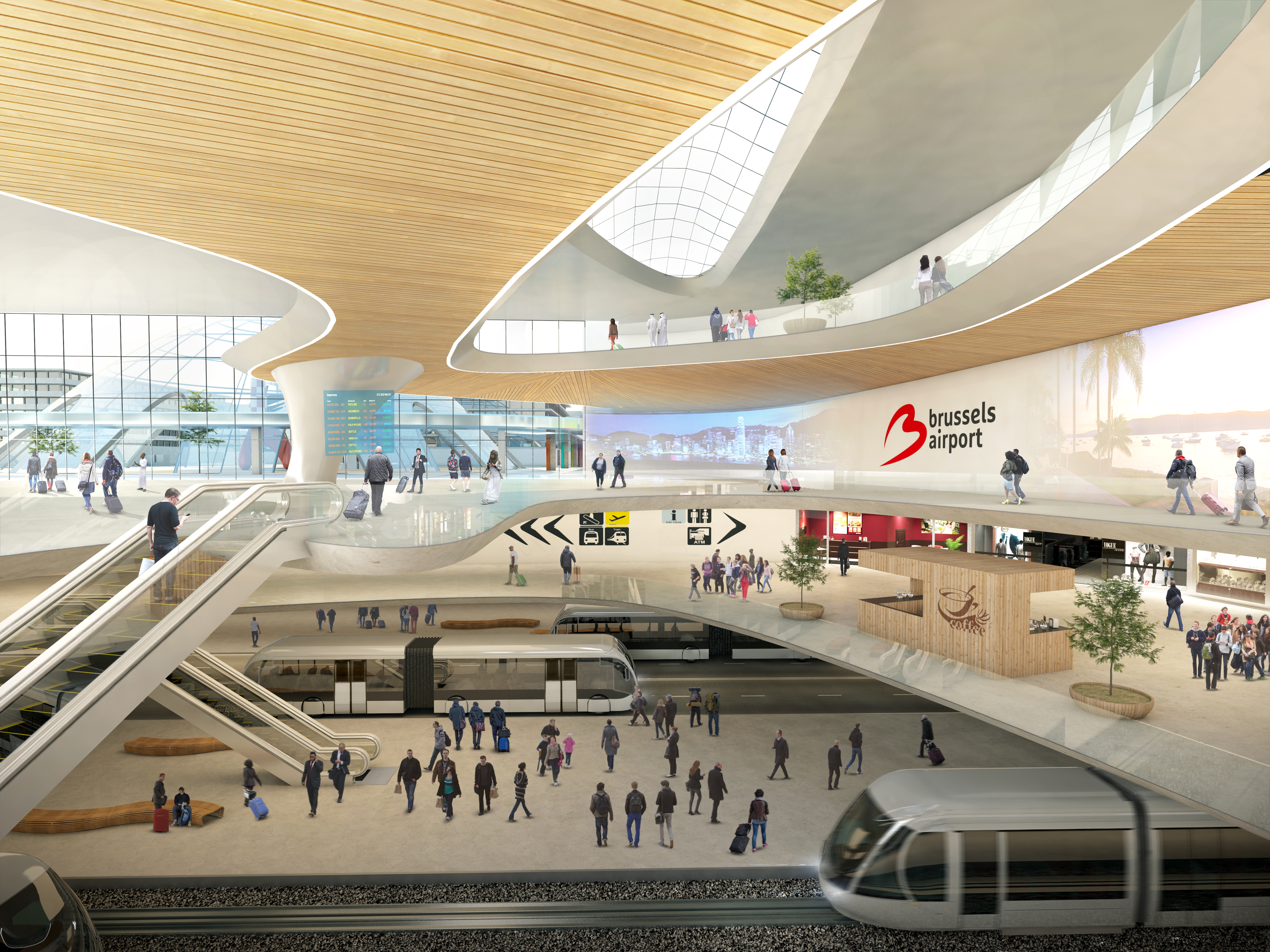

فن التصور هو شكل من أشكال الرسم التوضيحي يُستخدم في نقل فكرة لاستخدامها في الأفلام أو ألعاب الفيديو أو الرسوم المتحركة أو الكتب المصورة أو غيرها من الوسائط قبل وضعها في المنتج النهائي. يشير فن التصور عادة إلى الأعمال الفنية لبناء العالم التي تُستخدم في إلهام تطوير منتجات الوسائط، وهو ليس مثل فن التطوير البصري أو تصميم المفهوم، على الرغم من أن المصطلحات الثلاثة غالبًا ما تكون مربكة.
يُطور فن التصور من خلال العديد من التكرارات، وتُكتشف حلول متعددة قبل الاستقرار على التصميم النهائي. لا يُستخدم فن التصور لتطوير العمل فقط، ولكن لإظهار تقدم المشروع للمديرين والعملاء والمستثمرين أيضًا. يمكن إعادة صياغة فن التصور واستخدامه في المواد الإعلانية بمجرد اكتمال تطوير العمل.

## لمحة تاريخية
استُخدم مصطلح «فن التصور» من قبل استوديوهات والت ديزني للرسوم المتحركة في وقت مبكر من ثلاثينيات القرن العشرين. فنان التصور هو الفرد الذي يخلق تصميمًا مرئيًا لعنصر أو شخصية أو منطقة غير موجودة بعد. يشمل هذا على سبيل المثال لا الحصر، الأفلام والرسوم المتحركة ومؤخرًا إنتاج ألعاب الفيديو. يتطلب أن تكون فنان تصور الالتزام والرؤية والفهم الواضح للدور.
قد يُطلب من فنان التصور ما لا يزيد عن الأعمال الفنية الأولية، أو أن يكون جزءًا من فريق إبداعي حتى يحقق المشروع ثماره. ينبغي على فنان التصور أن يمتلك مهارات الفنان التشكيلي، إلى جانب كونه قادرًا على العمل وفقًا للمواعيد النهائية الصارمة كما يفعل مصمم الجرافيك.
قد يبدأ بعض فناني التصور كفنانين تشكيليين ومصممين صناعيين أو رسامي رسوم متحركة أو حتى فناني المؤثرات الخاصة. تبدو عبقرية فنان التصور أكثر وضوحًا من خلال تفسير الأفكار وكيفية تحقيقها، وغالبًا ما يكون الموضوع خارج نطاق سيطرتهم. يعمل العديد من فناني التصور ضمن استوديوهات أو من منازلهم عبر العمل الحر. يُعتبر المرتب الثابت من مزايا العمل لصالح استديو معين. يتراوح متوسط مرتب فنان التصور في مجال ألعاب الفيديو بين 60 و70 ألف دولار سنويًا، على الرغم من حصول الكثير منهم على أقل أو أكثر من ذلك.

## المواد
تبنى فن التصور استخدام التكنولوجيا الرقمية، وأصبحت محررات الرسوميات النقطية للرسم الرقمي متاحة بسهولة أكبر، إضافة إلى الأجهزة مثل ألواح الرسم، مما يتيح أساليب أكثر كفاءة في العمل. قبل ذلك، استُخدم عدد من الوسائط التقليدية مثل الألوان الزيتية وألوان الأكريليك والأقلام اللبدية وأقلام الرصاص. بُرمجت العديد من المجموعات اللونية الحديثة لمحاكاة مزج اللون بنفس الطريقة التي يمتزج بها الطلاء على القماش. تُعتبر كفاءة فنان التصور في استخدام الوسائل التقليدية أمرًا بالغ الأهمية وتتعلق بقدرته على استخدام برامج الرسم. تشمل البرامج الشهيرة لفناني التصور كلًا من الفوتوشوب والكوريل بينتر، وهناك برامج أخرى مثل ماغنا استوديو وبروكرييت وآرت ريج. تحول معظم فناني التصور إلى الوسائط الرقمية بسبب سهولة التحرير والسرعة. يتطلب الكثير من عمل التصور مواعيد نهائية مضغوطة لتقديم قطعة مصقولة للغاية في فترة زمنية قصيرة.

## السمات
كان على فن التصور أن يغطي العديد من الموضوعات، كونه الوسيلة الأساسية لتصميم ملصق الفيلم منذ أيام هوليوود الأولى، لكن الخيال والخيال العلمي هي أكثر المجالات التي يغطيها. توسع فن التصور ليشمل الكثير من الأنواع من كرة القدم إلى المافيا، حتى أنه شمل أبعد من ذلك، منذ الصعود الأخير لاستخدامه في إنتاج ألعاب الفيديو.